# تساووونگا
تساووونگا (به لهستانی:  Całownia) یک روستا در لهستان است که در گمینا شچوتووو واقع شده‌است.